# 阿南市役所
阿南市役所（あなんしやくしょ）は、日本の地方公共団体である阿南市の執行機関としての事務を行う施設（役所）である。

## 概要
- 阿南市の市役所の本部であり、旧羽ノ浦町の部分に羽ノ浦支所・旧那賀川町の部分に那賀川支所が設置されている。

### 新庁舎の建設経緯と概要
- 2013年3月2日に日建設計によって高層棟が着工し、[1]2014年12月に当初は2014年9月に完成予定であったが、安倍晋三政権で経済政策であるアベノミクスに公共施設の建設増加で工期が当初の3か月遅れで完成した。[3]2015年2月16日に新庁舎（高層部の部分）が完成し、業務を開始した[2]。2015年4月以降に低層棟の建設を開始し、2017年度に高層棟・低層棟の全体が完成した[4]。全体の建物の特徴として、免震構造を採用・庁舎内への浸水を防ぐパネルを設置・防災拠点と災害時の避難場所の活用・全館にLED照明を導入している[3]。

## 沿革
- 1958年（昭和33年）5月1日 - 旧富岡町役場（阿南市富岡町トノ町28−4）に庁舎（初代）を置く[5]。
- 1966年（昭和41年）4月1日 - 旧庁舎（2代）が完成し、現在の場所になる[6]。
- 1989年（昭和64年） - 土曜閉庁（第2・第4土曜日）開始。
- 2015年（平成27年）2月16日 - 新庁舎（3代）（高層部の部分）が完成する[2][3]。
- 2015年（平成27年）4月1日 - 旧庁舎の解体工事が開始する[7]。
- 2017年（平成29年）4月23日 - 新庁舎落成記念式典が行われた[8]。
- 2017年（平成29年）5月8日 - 新庁舎にて業務開始[4]。
- 2020年（令和2年）1月15日 - 第8回「サステナブル建築賞（大規模建築部門）」の「国土交通大臣賞」を受賞[9]。

## 庁舎概要

### 本庁舎
阿南市のランドマークとして、低層棟の市民と議会及び高層棟の行政が連携する姿を表す。
- 高層棟：地下1階・地上7階の施設であり、阿南市役所分庁舎の跡地に立地する[1]。
- 低層棟：地下1階・地上3階の施設であり、阿南市役所旧庁舎の跡地に立地する[3]。

### 支所
| 支所                           | 位置                                  | 所管区域 | 備考                     |
| ------------------------------ | ------------------------------------- | -------- | ------------------------ |
| 那賀川支所（旧・那賀川町役場） | 徳島県阿南市那賀川町苅屋323番地       | 那賀川町 | 1968年3月に完成した。    |
| 羽ノ浦支所（旧・羽ノ浦町役場） | 徳島県阿南市羽ノ浦町中庄なかれ16番地2 | 羽ノ浦町 | 1966年8月1日に完成した。 |

### 住民センター
| 住民センター       | 位置                                 | 所管区域                                                                           | 備考 |
| ------------------ | ------------------------------------ | ---------------------------------------------------------------------------------- | ---- |
| 長生住民センター   | 徳島県阿南市長生町上荒井楠ノ前4番地2 | 長生町                                                                             |      |
| 大野住民センター   | 徳島県阿南市中大野町北傍示440番地2   | 上大野町、中大野町、下大野町                                                       |      |
| 加茂谷住民センター | 徳島県阿南市加茂町野上22番地11       | 吉井町、熊谷町、楠根町、加茂町、十八女町、水井町、大井町、大田井町、細野町、深瀬町 |      |
| 桑野住民センター   | 徳島県阿南市山口町内田150番地1       | 阿瀬比町、山口町、桑野町、内原町                                                   |      |
| 橘住民センター     | 徳島県阿南市橘町豊浜36番地15         | 橘町                                                                               |      |
| 椿住民センター     | 徳島県阿南市椿町浜14番地             | 椿町                                                                               |      |
| 新野住民センター   | 徳島県阿南市新野町西馬場18番地       | 新野町                                                                             |      |
| 福井住民センター   | 徳島県阿南市井町古津198番地2         | 福井町                                                                             |      |

### 連絡所
| 連絡所     | 位置                         | 所管区域 | 備考 |
| ---------- | ---------------------------- | -------- | ---- |
| 椿泊連絡所 | 徳島県阿南市椿泊町出島9番地  | 椿泊町   |      |
| 伊島連絡所 | 徳島県阿南市伊島町瀬戸89番地 | 伊島町   |      |